# Combinatorica
Combinatorica est une revue mathématique qui publie des articles en combinatoire et en informatique théorique.

## Description
La revue est créée en 1981, avec les rédacteurs en chef László Babai et László Lovász, et Paul Erdős comme rédacteur en chef honoraire. Actuellement (en 2019) les rédacteurs en chef sont László Babai, László Lovász et Alexander Schrijver. Un comité consultatif est formé de Ronald Graham, András Hajnal, Gyula O. H. Katona, Miklós Simonovits, et Vera Sós.
La revue est publiée par Springer Verlag pour la János Bolyai Mathematical Society.
La revue publie des articles de recherche sur divers domaines de la combinatoire et de l'informatique théorique, en mettant l'accent sur les techniques générales et les principes unificateurs. Les sujets couverts par Combinatorica comprennent les structures combinatoires (graphes, hypergraphes, matroïdes, plans, groupes de permutation), l'optimisation combinatoire, la géométrie combinatoire, la théorie combinatoire des nombres, les algorithmes en combinatoire et dans les domaines connexes, la théorie de la complexité informatique, la randomisation et les constructions explicites en combinatoire et en algorithmique.
La revue publie 1 volume annuel composé de 6 numéros. À titre d'exemple, le volume 38 pour l'année 2018 comporte près de 1500 pages, le volume 36 de 2016 près de 750 pages.
La revue est imprimée, les souscripteurs ont accès électronique aux articles.

## Indexation
La revue est indexée par les bases de données usuelles des périodiques de Springer.

## Articles notables
Articles notables publiés dans la revue :
- Martin Grötschel, László Lovász et Alexander Schrijver, « The ellipsoid method and its consequences in combinatorial optimization », Combinatorica, vol. 1,‎ 1981, p. 169–197 — Prix Fulkerson en 1982, cité 2145 fois (Google scholar)
- József Beck (en), « Roth's estimate of the discrepancy of integer sequences is nearly sharp », Combinatorica, vol. 1,‎ 1981, p. 319–325 — Prix Fulkerson en 1985.
- Narendra Karmarkar, « A new polynomial time algorithm for linear programming », Combinatorica, vol. 4,‎ 1984, p. 373–395 — Prix Fulkerson en 1988.
- Mario Szegedy, « The solution of Graham's greatest common divisor problem », Combinatorica, vol. 6,‎ 1986, p. 67–71.
- Éva Tardos, « A strongly polynomial minimum cost circulation algorithm », Combinatorica, vol. 5,‎ 1985, p. 247–256 — Prix Fulkerson en 1988.
- M. El-Zahar et Norbert Sauer, « The chromatic number of the product of two 4-chromatic graphs is 4 », Combinatorica, vol. 5,‎ 1985, p. 121–126.
- Neil Robertson, Paul Seymour et Robin Thomas, « Hadwiger's conjecture for K6-free graphs », Combinatorica, vol. 13,‎ 1993, p. 279–361.